# Josef Brunner
Josef Brunner (9. září 1861 Hevlín – 25. listopadu 1941 Hevlín) byl rakouský zemědělec, pekař, obchodník a politik, na počátku 20. století poslanec Říšské rady, Moravského zemského sněmu a Prozatímního Národního shromáždění Německého Rakouska, starosta Hevlína.

## Životopis
Narodil se v rolnické rodině v Hevlíně a tam také vychodil národní školu. Kromě zemědělství působil také jako pekař a obchodník se smíšeným zbožím. Do veřejného života vstoupil, když byl zvolen členem obecního výboru v Hevlíně. Později se stal i starostou. Díky této funkci byl zvolen i do Okresního silničního výboru, v němž působil jako místopředseda a od roku 1911 také jako předseda. Rok předtím inicioval vznik Organizace německo-moravských rolníků a spoluzakládal Okresní zemědělský spolek Jaroslavice, v němž se hned od počátku stal místopředsedou. Kromě toho působil jako předseda živnostenského společenstva Dyjská konkurence (Thaya-Konkurenz) v Laa an der Thaya.
Ve volbách do Říšské rady v roce 1907 za německé lidovce ve venkovském obvodu Mikulovska a Jaroslavicka. V prvním kole voleb vypadl starosta Drnholce Johann Gerischer a ve druhém kole Brunner porazil zemského křesťanskosociálního poslance Franze Peera. V následujících volbách v roce 1911 zvítězil již v prvním kole. Po ustavení Německé agrární strany na Říšské radě působil v jejích řadách.
Díky aktivnímu hájení zájmů rolníků a vinařů v Říšské radě získal nominaci lidovců i pro kandidaturu v moravských zemských volbách v roce 1913, v nichž porazil křesťanského sociála Hoffstättera. V následujícím roce spoluzakládal klub Německé agrární strany na Moravě. Ještě v roce 1911 se ale dostal do předsednictva zemských německých lidovců.
Po rozpadu Rakouska-Uherska byl členem krajského výboru Německé jižní Moravy a podporoval začlenění kraje do Německého Rakouska. V této funkci ale nebyl aktivní. V letech 1918–1919 byl také poslancem Prozatímního národního shromáždění Německého Rakouska, v němž zasedali všichni němečtí poslanci poslední Říšské rady.
Již v roce 1919 znovu hájil zájmy zemědělců. V roce 1920 se stal předsedou Okresního svazu Organizace německých rolníků z Moravy v Hrušovanech nad Jevišovkou.